# Scheibenbühl
Der Scheibenbühl ist ein 949 m ü. NHN hoher Berg auf der Schwäbischen Alb auf der Gemarkung von Obernheim im südlichen Zollernalbkreis. Auf dem Berg steht die 1869 errichtete St. Wolfgangs-Kapelle.

## Geografische Lage
Der Scheibenbühl liegt ziemlich genau in der Mitte der Obernheimer Gemarkung, die Bebauung des Dorfes grenzt direkt an den Fuß des Berges. Der Gipfel liegt Luftlinie rund 400 Meter südöstlich des Ortskerns und rund 100 Meter südöstlich des Dorfrands. Er überragt das Dorf und ist aus dem gesamten Ort zu sehen.
Bei klarem Wetter sind der Säntis und weitere Berge der Schweizer Alpen vom Scheibenbühl aus zu sehen.
Der Gipfel bzw. die Kapelle sind nur über einen unbefestigten Weg zu Fuß erreichbar. Entlang des Weges befindet sich ein Kreuzweg.

## Geschichte
1869 wurde die St. Wolfgangs-Kapelle auf dem Scheibenbühl errichtet. Der darin verbaute Altar stammt aus einer 1812 abgerissenen Kapelle, die ebenfalls dem heiligen Wolfgang geweiht wurde und auf dem Kirchlebühl stand. Die St. Wolfgangs-Kapelle, meist Scheibenbühlkapelle genannt, wurde überwiegend mit Spendengeldern finanziert.

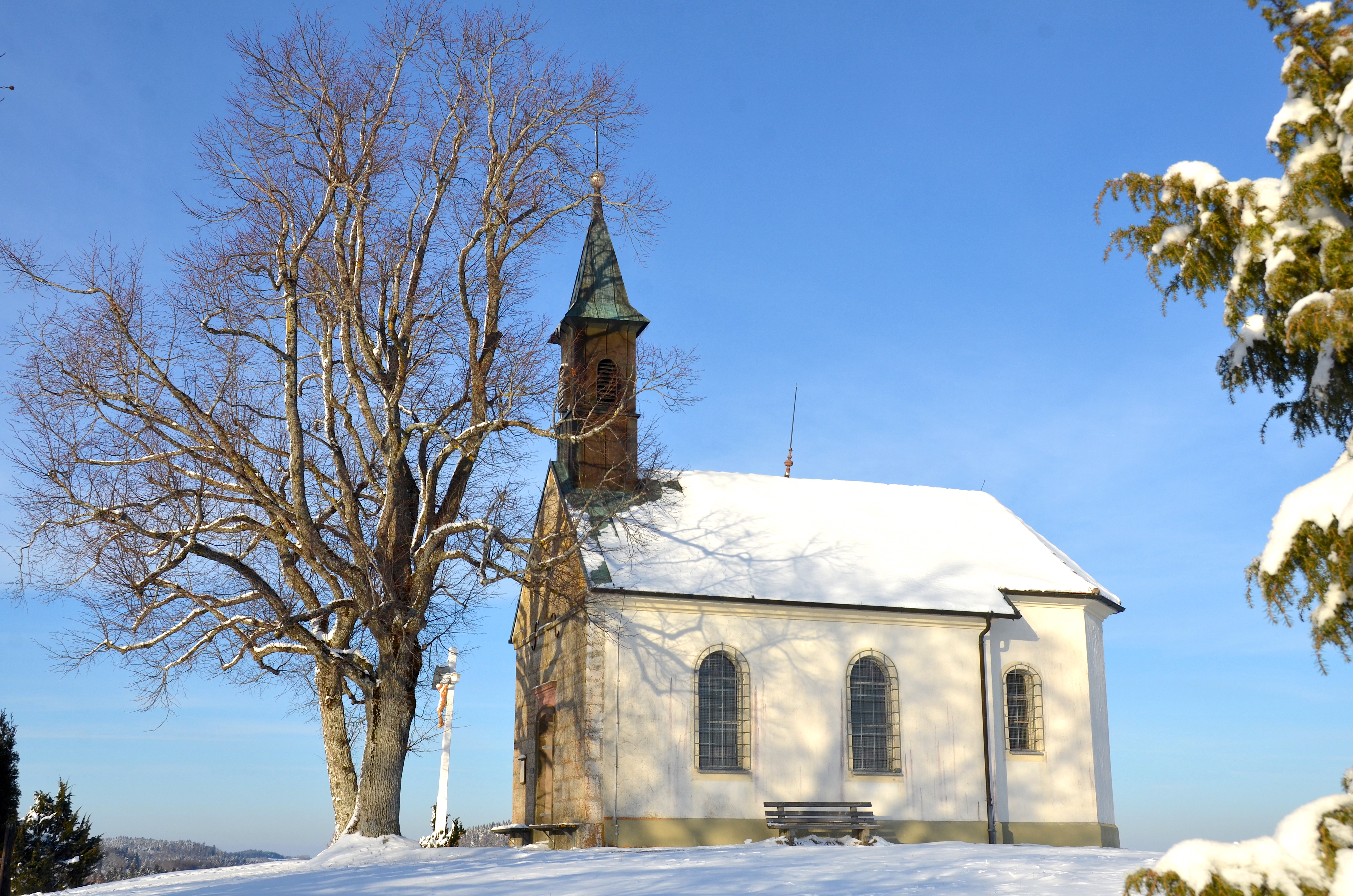
St. Wolfgangs-Kapelle

Im September 1917 mussten vier Glocken – drei aus der Pfarrkirche St. Afra und das Silberglöckchen der Scheibenbühlkapelle – ausgebaut werden, um zum Einschmelzen für kriegswichtige Produktionen abtransportiert werden zu können. Die Glocken waren bereits auf die bereitstehenden Pferdewagen verladen. Zur Abfahrt am nächsten Morgen fehlte das Silberglöckchen und blieb trotz polizeilicher Untersuchungen verschwunden. Nach dem Ersten Weltkrieg ertönte das Glöckchen für alle Einwohner überraschend in einer Heiligen Nacht nach der Christmette. Drei Obernheimer entwendeten die Glocke in der Nacht vor dem Abtransport und vergruben sie in einem Keller. Im Zweiten Weltkrieg wurde die Glocke jedoch abtransportiert und eingeschmolzen.
Am 23. Juli 1971 stürzte gegen 9.12 Uhr ein Lockheed F-104 Starfighter der Royal Canadian Air Force über Obernheim ab. Im Umkreis von mehreren Kilometern fanden sich brennende Wrackteile. Der Pilot verließ den Starfighter bei Gosheim per Schleudersitz. Der führerlose Jet überflog Obernheim in nur wenigen Metern Höhe, kollidierte mit einer Stromleitung und stürzte östlich von Obernheim unweit des Scheibenbühls auf offenem Feld ab. Einwohner wurden keine verletzt, der Pilot überlebte und wurde von einem Hubschrauber kurze Zeit nach der Landung aufgenommen. Weitere Details sind bis heute nicht öffentlich bekannt.
Jährlich am Pfingstmontag findet auf dem Scheibenbühl eine Bergmesse mit anschließendem Fest am Fuße des Berges statt.

## Loipe
Rund um den Scheibenbühl wurde im Winter bei entsprechender Schneelage die 8,3 Kilometer lange Scheibenbühl-Loipe gespurt. Das Obernheimer Loipenkonzept wird derzeit überarbeitet. Die Scheibenbühl-Loipe wird bis auf Weiteres nicht mehr gespurt.